# Robert L. Duncan
Robert Lloyd Duncan (* 5. August 1953 in Vernon, Texas) ist ein US-amerikanischer Politiker (Republikanische Partei) und seit 1997 im Senat von Texas vertreten.

## Leben
Duncan studierte an der Texas Tech University.
Politisch ist er für die Republikanische Partei aktiv. Von 1993 bis 1996 hielt er als Repräsentant des 84. Distrikt einen Sitz im Repräsentantenhaus von Texas. Seit 1997 ist er als Vertreter des 28. Bezirks im Senat von Texas vertreten.
Mit seiner Frau Lynne hat er einen Sohn, Matthew und eine Tochter Lindsey.